# Finlande au Concours Eurovision de la chanson 1964
La Finlande a participé au Concours Eurovision de la chanson 1964 le 21 mars à Copenhague. C'est la 4e participation de la Finlande au Concours Eurovision de la chanson.
Le pays est représenté par le chanteur Lasse Mårtenson et la chanson Laiskotellen, sélectionnés par Yleisradio (YLE) au moyen d'une finale nationale.

## Sélection

### Euroviisut 1964
Le radiodiffuseur finlandais Yleisradio (YLE) organise l'édition 1964 de la finale nationale Euroviisut afin de sélectionner l'artiste et la chanson représentant la Finlande au Concours Eurovision de la chanson 1964.
La finale nationale finlandaise, présentée par Aarno Walli, a lieu le 15 février 1964 aux studios YLE d'Helsinki.

#### Finale
Six chansons ont participé à cette sélection et sont toutes interprétées en finnois, langue officielle de la Finlande.
| Ordre | Artiste            | Chanson              | Traduction             | Points | Place |
| ----- | ------------------ | -------------------- | ---------------------- | ------ | ----- |
| 1     | Kai Lind (fi)      | Satelliitti kahdelle | Un satellite pour deux | 235    | 2     |
| 2     | Irmeli Mäkelä (fi) | Kerran viel'         | Une fois encore        | 120    | 3     |
| 3     | Lasse Mårtenson    | Laiskotellen         | Farniente              | 403    | 1     |
| 4     | Heikki Aarva (fi)  | Toisen kerran        | Une autre fois         | 13     | 6     |
| 5     | Pirkko Mannola     | Bzzz bzzz bzzz       | –                      | 108    | 4     |
| 6     | Taisto Tammi (fi)  | Rakkauden rikkaus    | La richesse de l'amour | 21     | 5     |

Lors de cette sélection, c'est la chanson Laiskotellen, interprétée par Lasse Mårtenson, qui fut choisie avec George de Godzinsky comme chef d'orchestre.

## À l'Eurovision
Chaque jury national attribue un, trois ou cinq points à ses trois chansons préférées.

### Points attribués par la Finlande
| 5 points | Italie      |
| 3 points | Royaume-Uni |
| 1 point  | Norvège     |

### Points attribués à la Finlande
| 5 points | 3 points                           | 1 point |
| -------- | ---------------------------------- | ------- |
|          | - Danemark - Norvège - Royaume-Uni |         |

Lasse Mårtenson interprète Laiskotellen en 5e position lors de la soirée du concours, suivant le Danemark et précédant l'Autriche.
Au terme du vote final, la Finlande termine 7e sur 16 pays, ayant reçu 9 points au total,.